# Agende
Als Agende wird in den evangelischen Kirchen das Buch (bzw. die Bücher) bezeichnet, in dem die feststehenden und wechselnden Stücke (Ordinarium und Proprium) des regulären Gottesdienstes sowie der Amtshandlungen (Kasualien) aufgeführt sind. In einigen Landeskirchen wird dafür auch die Bezeichnung Gottesdienstbuch verwendet. Eine Agende enthält neben Liturgiemodellen, die den historisch gewachsenen Gottesdienstablauf und seine Gestaltungsvarianten darstellen, die nach jedem Sonn- und Feiertag im Kirchenjahr ausgerichteten Gebete und Texte gemäß der Perikopenordnung.
Als Kirchengesetz ist die Agende für evangelische Liturgen verbindlich.
Dem Wortlaut folgend ist eine Agende (von lat. agere) das, was zu tun ist. In der Tat beschreibt eine Agende das, was im gefeierten Gottesdienst jeweils vom Liturgen und von der Gemeinde vorgenommen wird (aufstehen, sitzen, gehen, stehen, beten, singen); sie kann deshalb auch als eine Verhaltens- bzw. Handlungsanweisung angesehen werden. Dies wird hinsichtlich des Liturgen besonders in den hier angegebenen Rubriken sichtbar, welche beschreiben, was dieser speziell an der entsprechenden Stelle des Gottesdienstes zu tun hat. Die Agende für den Liturgen ist mit dem Gesangbuch für die Gemeinde in der Landeskirche und den Freikirchen vergleichbar. Die Agende gehört zur Gruppe der liturgischen Bücher.
Das katholische Pendant zur Agende bildet für die Heilige Messe das Messbuch, das in der altkatholischen Kirche als Eucharistiebuch bezeichnet wird. Für die Bischofsmesse und bischöfliche Amtshandlungen gilt das Pontifikale, für die Spendung von Sakramenten, Segnungen und Weihen das Rituale Romanum und für das Stundengebet das Brevier oder Stundenbuch.
Für andere Konfessionen siehe Liste liturgischer Bücher.

## Das Agendenwerk für evangelisch-lutherische Kirchen und Gemeinden

### Aufbau des Agendenwerkes
Die Agende für evangelisch-lutherische Kirchen und Gemeinden setzt sich aus folgenden Bänden zusammen:
- Band I: Der Hauptgottesdienst mit Predigt und heiligem Abendmahl und die sonstigen Predigt- und Abendmahlsgottesdienste (1955)
- Band II: Die Gebetsgottesdienste (1960)
  - Teilband 1: Passion und Ostern (neu bearbeitete Ausgabe 2011)
- Band III: Die Amtshandlungen (1964)
  - Teil 1: Die Taufe (neu bearbeitete Ausgabe 1988)
  - Teil 2: Die Trauung (neu bearbeitete Ausgabe 1988)
  - Teil 3: Die Beichte (neu bearbeitete Ausgabe 1993)
  - Teil 4: Dienst an Kranken (neu bearbeitete Ausgabe 1994)
  - Teil 5: Die Bestattung (neu bearbeitete Ausgabe 1996)
  - Teil 6: Die Konfirmation (neu bearbeitete Ausgabe 2001)
- Band IV: Ordination und Einsegnung, Einführungshandlungen, Einweihungshandlungen (neu bearbeitete Ausgabe 1987)
  - Teilband 1: Berufung, Einführung, Verabschiedung (neu bearbeitete Ausgabe 2012)

Dazu gehörten ferner:
- Lektionar für evangelisch-lutherische Kirchen und Gemeinden (neu bearbeitete Ausgabe 1986)
- Ordnung der Predigttexte (1958)
- Kleines Kantionale, 2 Bände (1958/1969)
- Handreichung für den seelsorgerlichen Dienst, 2 Bände (1958)
- Kindergottesdienst (1964)

### Geschichte der Entstehung von Agende I der VELKD
Die 1955 eingeführte Agende I ist das Produkt einer bereits nach dem Ersten Weltkrieg einsetzenden Entwicklung, die vornehmlich von Vertretern der sogenannten zweiten liturgischen Bewegung bestimmt war. In der Zeit des Nationalsozialismus wurde diese Arbeit dann von den freien liturgischen Arbeitsgemeinschaften weitergeführt; zu ihnen gehörten die Hochkirchliche Vereinigung Augsburgischen Bekenntnisses, die Berneuchener, die Liturgische Konferenz Niedersachsens, die liturgischen Ausschüsse der rheinischen und westfälischen Bekennenden Kirche, die Kirchliche Arbeit Alpirsbach sowie Vertreter aus Bayern und Baden-Württemberg. Diese Arbeit wurde dann nach dem Zweiten Weltkrieg in der neu gegründeten Lutherischen Liturgischen Konferenz fortsetzt. Von der Bekennenden Kirche lag ein Agendenentwurf bereits 1941 vor, konnte aber erst 1948 als Kirchenagende I (die sog. Beckmann-Brunner-Agende) publiziert werden. Ein Vorentwurf des Ordinariums der späteren Agende I wurde 1946 und der Vorentwurf der Agende selbst wurde 1951 zur Erprobung und Stellungnahme veröffentlicht.

### Der Aufbau von Agende I der VELKD im Einzelnen
| Gloria mit Prosatext | Liedförmiges Gloria |

| Gesungenes Credo | Gesprochenes Credo |

|                                 | Post-Sanctus – Epiklese         |
| Vaterunser                      | Einsetzungsworte (Konsekration) |
| Einsetzungsworte (Konsekration) | Anamnese                        |
|                                 | Vaterunser                      |

## Die Evangelisch-Lutherische Kirchenagende der Selbständigen Evangelisch-Lutherischen Kirche
Die Evangelisch-Lutherische Kirchenagende ist die für die Gottesdienste der Selbständigen Evangelisch-Lutherischen Kirche (SELK) verbindliche Agende. Darüber hinaus ist diese dezidiert lutherische Agende auch in der Evangelisch-Lutherischen Kirche in Baden (ELKiB) in Geltung, vereinzelt wird sie auch von lutherischen Gemeinden im Raum der evangelischen Landeskirchen gebraucht. Zu Grunde liegt ihr die Agende I für evangelisch-lutherische Kirchen und Gemeinden, Berlin 1957. Die Liturgische Kommission der Selbständigen Evangelisch-Lutherischen Kirche hat sie erarbeitet und die Kirchenleitung der SELK 1997 herausgegeben.

### Aufbau des Agendenwerkes der SELK
- Band I: Hauptgottesdienst mit Predigt und Heiligem Abendmahl. Die heilige Messe der evangelisch-lutherischen Kirche (1997)
- Band II: Die Gebetsgottesdienste (1960), identisch mit der VELKD
- Band III: Die Amtshandlungen (1964), identisch mit der VELKD, aber Sonderbestimmungen
  - Teil 1: Die heilige Taufe. Neu bearbeitete Ausgabe Göttingen 2010, eigene Taufagende der SELK
  - Teil 2: Die Konfirmation. Göttingen 2016, eigene Konfirmationsagende der SELK
  - Teil 5: Die Bestattung (neu bearbeitete Ausgabe 1996), identisch mit der VELKD, aber Sonderbestimmungen
- Band IV: Ordination und Einsegnung, Einführungshandlungen, Einweihungshandlungen (1951) mit Sonderbestimmungen der SELK.
  - Teil 1: Amt, Ämter, Dienste. Entwurf zur Erprobung, Göttingen 2011

Dazu gehören bis heute:
- Lektionar für evangelisch-lutherische Kirchen und Gemeinden (1953)
- Ordnung der Predigttexte (1958)
- Kleines Kantionale, 2 Bände (1958/1969)
- Handreichung für den seelsorgerlichen Dienst, 2 Bände (1958)

### Geschichte der Evangelisch-Lutherischen Kirchenagende
Die Selbständige Evangelisch-Lutherische Kirche und ihre Vorgängerkirchen gebrauchten bis zur Einführung der Evangelisch-Lutherischen Kirchenagende 1997 die Agende I der VELKD. Lutherische Landes- und Freikirchen feierten folglich aus der Agende I Gottesdienste nach der Lutherischen Messe. Als sich abzeichnete, dass die lutherischen Landeskirchen und die Evangelischen Kirchen der Union gemeinsam ein Agendenwerk verfolgen, sah sich die SELK auf Grund ihres lutherischen Bekenntnisstandes und der Ablehnung der Union genötigt ein eigenes lutherisches Agendenwerk für ihre Gottesdienste herauszugeben. Die SELK sieht sich an den Agendenstreit und der hieraus resultierenden Entstehung der altlutherischen Kirche in Preußen erinnert.

### Einführung in die Evangelisch-Lutherische Kirchenagende

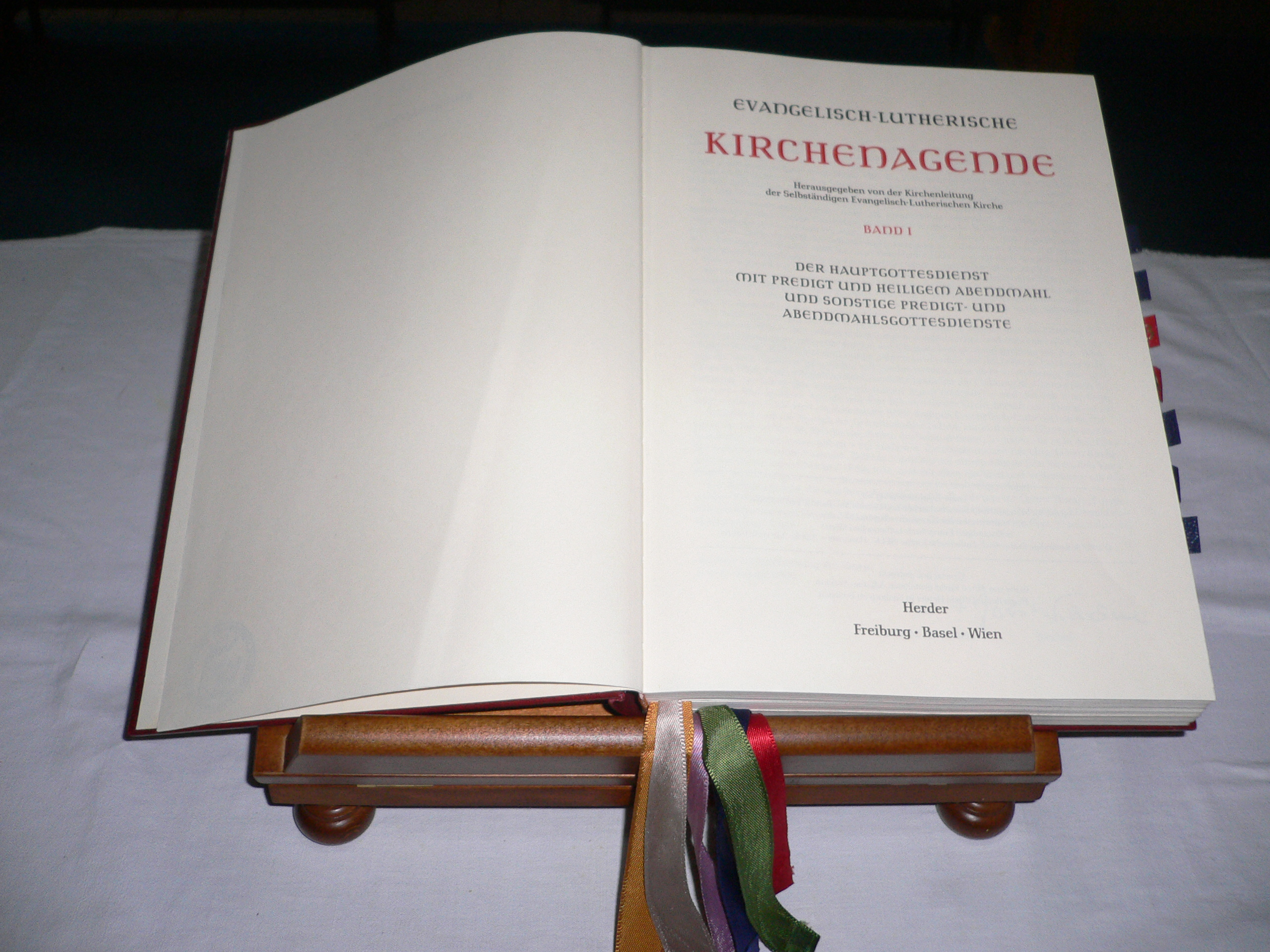
Evangelisch-Lutherische Kirchenagende

Die Evangelisch-Lutherische Kirchenagende versteht sich laut Geleitwort von Bischof Jobst Schöne als eine Agende, die den Dreieinigen Gott verkündigt und preist in seinem Wort und den Sakramenten. Als Nächstes bezeugt der durch die Evangelisch-Lutherische Kirchenagende geordnete Gottesdienst den Glauben der Christenheit in lutherischer Konfessionalität und Verbindlichkeit. Schließlich hat diese Lutherische Kirchenagende die Aufgabe die Einheit des Glaubens und Bekennens in den lutherischen Kirchen zu fördern.
So beginnt die Evangelisch-Lutherische Kirchenagende mit dem „Hauptgottesdienst mit Predigt und Heiligem Abendmahl. Die heilige Messe der evangelisch-lutherischen Kirche.“ So finden sich neben den für jeden Sonntag geordneten Introitus, Kollektengebete, Lesung aus dem Alten Testament, der Epistel, dem Hallelujavers, dem Wochenlied, dem Evangelium, den kirchenjahreszeitlichen Präfationen und eucharistischen Hochgebeten, Versikeln, auch Gottesdienstentwürfe zu den Aposteltagen, Allerheiligen, und anderen Tagen. Eine sehr umfangreiche Gebetssammlung findet sich ebenfalls in dieser Agende. So wird unterschieden in Allgemeines Kirchengebet, Ektenien (Liturg, Lektor und Gemeinde) und diakonischen Gebeten. Es werden Vorschläge unterbreitet, wie diese Gebete auch zu singen sind. Ebenfalls bietet diese Agende eine umfangreiche Auswahl an Präfationsgebeten und eucharistischen Hochgebeten (Abendmahlsform B). Aber auch Vorschläge zur Gestaltung finden sich. Eine Besonderheit gegenüber dem Evangelischen Gottesdienstbuch ist auch, dass die Feier der Beichte mit in die Evangelisch-Lutherische Kirchenagende aufgenommen wurde.

## Das Agendenwerk für die Evangelische Kirche der Union

### Geschichte der Entstehung von Agende I der EKU
Die Agende I der EKU fußt, wie die der VELKD, im Wesentlichen auf den Vorarbeiten der Lutherischen Liturgischen Konferenz und anderer Institutionen, vor allem auf der 1948 publizierten Kirchenagende I, die eine Privatarbeit von Peter Brunner, Joachim Beckmann und anderen war. So konnte bereits 1953 ein erster Entwurf präsentiert werden. Im Jahr 1959 wurde sie nach einer Erprobungsphase schließlich beschlossen und veröffentlicht.

### Aufbau des Agendenwerkes
Die Agende für die Evangelische Kirche der Union setzt sich aus folgenden Bänden zusammen:
- Band I: Der Gemeindegottesdienst (1959)
- Band II: Die kirchlichen Handlungen (1964)
  - Teil 1: Die Ordnungen der Heilige Taufe. Aufnahme eines getauften Christen in die Evangelische Kirche. Wiederaufnahme eines aus der Kirche Ausgetretenen. Die Konfirmation. Die Trauung. Die Feier des Heiligen Abendmahls außerhalb des Gemeindegottesdienstes. Die Einzelbeichte. Die Bestattung
  - Teil 2: Die Ordination zum Predigtamt. Einsegnungen. Kirchliche Bevollmächtigung eines Lehrers oder eines Katecheten. Aussendung eines Missionars oder eines anderen Mitarbeiters im ökumenischen Dienst, Einführungen. Einweihungen.

Während Band I bis zur Einführung des Gottesdienstbuches 1999 unverändert blieb (es gab lediglich nach der Perikopenrevision 1976 eine Neuauflage mit den geänderten Perikopen), erschien von Band II/2 ein Sonderdruck der ersten Abschnitte (alt S. 133–224) unter dem Titel
- Band II/2: Gottesdienstordnungen für Ordination, Einführung, Bevollmächtigung und Vorstellung (1984), der eine neue Fassung der Gottesdienste für Ordinationen und Einführung enthielt und in den die Texte der revidierten Lutherbibel eingearbeitet wurden. Die Neubearbeitung der Teile aus Band II/1 mündete nach 2000 in den Einzelbänden des neuen Agendenwerks der UEK.

In den Mitgliedskirchen der Agendengemeinschaft der ehemaligen EKU sind zurzeit allenfalls noch die agendarischen Formulare zur Aufnahme, zur Einzelbeichte, zu Ordination, Einführung, Bevollmächtigung, Vorstellung und zu Einweihungshandlungen (Kirchen, Orgeln, Glocken usw.) in Kraft.

### Der Aufbau von Agende I der EKU im Einzelnen
| I. Der Eingangsteil |                    |
| --- | ------------------ |
| Orgelvorspiel |                    |
| Eingangslied |                    |
| Liturgischer Gruß \| Eingangspsalm oder Eingangsspruch \| Sündenbekenntnis \| \| Sündenbekenntnis \| Eingangspsalm \| \| Kyrie eleison \| Kyrie eleison \| \| Gnadenzuspruch \| \| \| Gloria in excelsis \| Gloria in excelsis \| |                    |
| Gebet (mit Salutation) |                    |
| II. Der Wortteil |                    |
| Epistellesung |                    |
| Vers mit Halleluja |                    |
| Lied des Sonn- oder Festtages |                    |
| Evangelienlesung |                    |
| Glaubensbekenntnis (Credo) |                    |
| Lied |                    |
| Predigt |                    |
| Lied |                    |
| Allgemeines Kirchengebet |                    |
| Vaterunser |                    |
| Benedicamus |                    |
| Aaronitischer Segen |                    |
| III. Der Sakramentsteil |                    |
| Präfation |                    |
| Sanctus |                    |
| Abendmahlsgebet |                    |
| Einsetzungsworte |                    |
| Vaterunser |                    |
| Friedensgruß |                    |
| Agnus Dei |                    |
| Austeilung |                    |
| Danklied |                    |
| Kollekte mit Versikel |                    |
| IV. Der Schlussteil |                    |
| Benedicamus |                    |
| Aaronitischer Segen |                    |
| Orgelnachspiel |                    |
| Eingangspsalm oder Eingangsspruch | Sündenbekenntnis   |
| Sündenbekenntnis | Eingangspsalm      |
| Kyrie eleison | Kyrie eleison      |
| Gnadenzuspruch |                    |
| Gloria in excelsis | Gloria in excelsis |

## Das Evangelische Gottesdienstbuch von VELKD und EKU

### Geschichte seiner Entstehung
Bereits kurz nach der Einführung der letzten und damals noch getrennten Agendenwerke von VELKD und EKU (Agenden I von 1955 bzw. 1959) wurde die Arbeit an einem neuen Agendwerk in der Lutherischen Liturgischen Konferenz Deutschlands aufgenommen, indem 1965 „Grundsätze für die Weiterarbeit an der Agende“ beschlossen wurden. Einfluss auf diesen Entstehungsprozess übten auch die seit etwa 1960 gefeierten „Gottesdienste in neuer Gestalt“ aus, deren Liturgien und Texte vielfach publiziert und mit dem Dortmunder Kirchentag 1963 endgültig einer breiteren Gemeindeöffentlichkeit bekannt wurden. Von den Kirchentagen mit den dort gefeierten experimentellen Liturgien gingen auch sonst Impulse auf die Feier von Gemeindegottesdiensten und nicht zuletzt auf die Agendenentwicklung aus, so z. B. durch das Feierabendmahl auf dem Kirchentag in Nürnberg 1979. Ein erstes wichtiges Ergebnis der Arbeit an der Agende stellt das sog. Strukturpapier von 1974 dar, in dem versucht wurde, der Herausforderung durch die „Gottesdienste in neuer Gestalt“ zu begegnen. So entstand die Denkschrift Versammelte Gemeinde. Struktur und Elemente des Gottesdienstes. Zur Reform des Gottesdienstes und der Agende, die eine zweite Phase der Agendenreform einläutete. Zwei Konsultationen im Jahr 1980 zwischen Vertretern der VELKD und der EKU ergaben, dass die Erarbeitung einer gemeinsamen Agende sinnvoll und realisierbar war. Bereits 1981 wurde ein Entwurf für die Konzeption einer erneuerten Agende vorgelegt. Im Jahr 1990 wurde die Erneuerte Agende als Vorentwurf zur Diskussion vorgestellt. Daran anschließend wurden mit einer neu zusammengesetzten Arbeitsgruppe die Stellungnahmen zum Vorentwurf aufgearbeitet und in diesem Prozess der Vorentwurf noch einmal entscheidend verändert. Zum 1. Advent 1999 wurde das Evangelische Gottesdienstbuch als verbindliche und gemeinsame Agende für die Gliedkirchen der VELKD und der EKU eingeführt.

### Einführung in Konzeption und Aufbau des Evangelischen Gottesdienstbuches
Das Evangelische Gottesdienstbuch gliedert sich (derzeit) in zwei Bände. Zum einen das ursprüngliche Werk (Hauptwerk) und der Ergänzungsband.
Das Gottesdienstbuch gründet auf dem „Prinzip der festen Grundstruktur in variabler Ausformung“, das zu einem eigenverantwortlichen Gebrauch der Agende anleiten soll.
Es werden zunächst zwei Grundformen des Gottesdienstes vorgestellt, auf denen aufbauend individuelle Liturgien gestaltet werden können:
- Grundform I (Gottesdienst mit Predigt und Abendmahl)
- Grundform II (Predigtgottesdienst [mit Abendmahl])

Die beiden Grundformen führen die Traditionen der beiden seit der Reformation gebräuchlichen Gottesdienstformen weiter: einerseits die an die lateinische Messe anknüpfende Grundform I, der sog. Messtyp als Gottesdienst mit Predigt und Abendmahl, andererseits die an den schon seit dem späten Mittelalter aufgekommenen Predigtgottesdienst anknüpfende Grundform II als Predigtgottesdienst (mit Abendmahl).
Des Weiteren finden sich Formulare für:
- die Feier der Taufe im Gemeindegottesdienst,
- Gottesdienste mit kleiner Teilnehmerzahl,
  - Tischabendmahl,
  - gekürzte Gottesdienstformen mit und ohne Abendmahl
- Gottesdienst am Karfreitag,
- Gottesdienst am Buß- und Bettag,
- Gottesdienstgestaltung in offener Form,
  - Familiengottesdienst,
  - Feierabendmahl,
  - Gottesdienst mit reicheren Interaktionsformen.

Den Großteil des Gottesdienstbuches bilden die nach Kirchenjahr und Anlass wechselnden Stücke (Proprium), in dem die Lesungen und Predigttexte, der Wochenspruch, das Wochenlied, der Eingangspsalm, das Tagesgebet, das Dankgebet und ggf. das Präfationsgebet und der Hallelujavers eines jeden Sonn- und Festtages festgelegt sind und eine Textsammlung, in der weitere Gebete und Gebetsrufe sowie Möglichkeiten für andere Elemente des Gottesdienstes (z. B. Begrüßung) verzeichnet sind.
Im Ergänzungsband finden sich generelle Informationen zur Gottesdienstgestaltung, weitere Ausformungen zu den Grundformen sowie Hinweise zur offenen Gottesdienstgestaltung, Ergänzungen zur Textsammlung, eine Anleitung zum liturgischen Verhalten des Pfarrers während des Gottesdienstes sowie weitere Informationen zu Liturgie und liturgischen Gesängen.

### Kriterien zur Gottesdienstgestaltung
Im Gottesdienstbuch werden folgende Kriterien für Verständnis und Gestaltung des Gottesdienstes genannt. Die ersten fünf Kriterien entstammen der Erneuerten Agende, Kriterium sechs und sieben wurden im nachfolgenden Prozess der Verständigung über die Erneuerte Agende neu aufgenommen.
1. Der Gottesdienst wird unter der Verantwortung und Beteiligung der ganzen Gemeinde gefeiert.
2. Der Gottesdienst folgt einer erkennbaren, stabilen Grundstruktur, die vielfältige Gestaltungsmöglichkeiten offen hält.
3. Bewährte Texte aus der Tradition und neue Texte aus dem Gemeindeleben der Gegenwart erhalten den gleichen Stellenwert.
4. Der evangelische Gottesdienst steht in einem lebendigen Zusammenhang mit den Gottesdiensten der anderen Kirchen in der Ökumene.
5. Die Sprache darf niemanden ausgrenzen; vielmehr soll in ihr die Gemeinschaft von Männern, Frauen, Jugendlichen und Kindern sowie von unterschiedlichen Gruppierungen in der Kirche ihren angemessenen Ausdruck finden.
6. Liturgisches Handeln und Verhalten bezieht den ganzen Menschen ein; es äußert sich auch leibhaft und sinnlich.
7. Die Christenheit ist bleibend mit Israel als dem erstberufenen Gottesvolk verbunden.

### Der Aufbau der beiden Grundformen im Einzelnen
| Erste Form          | Zweite Form               |
| ------------------- | ------------------------- |
| Glockengeläut       | Glockengeläut             |
| Musik zum Eingang   | Musik zum Eingang         |
| Votum zur Eröffnung | Lied                      |
| Gruß                | Votum zur Eröffnung       |
| Vorbereitungsgebet  | Gruß                      |
| Lied                | Psalm/Biblisches Votum    |
| Psalm               | Ehre sei dem Vater        |
| Ehre sei dem Vater  | Bußgebet/Sündenbekenntnis |
| Herr, erbarme dich  | Herr, erbarme dich        |
|                     | Gnadenzusage              |
| Ehre sei Gott       | Ehre sei Gott             |
| Tagesgebet          | Tagesgebet                |

| Grundform                   | Kurze Form        |
| --------------------------- | ----------------- |
| Glockengeläut               | Glockengeläut     |
| Musik zum Eingang           | Musik zum Eingang |
| Lied                        | Lied              |
| Votum zur Eröffnung         |                   |
| Gruß                        | Gruß              |
| Biblisches Votum oder Psalm | Biblisches Votum  |
| Ehre sei dem Vater          |                   |
| Eingangsgebet               | Eingangsgebet     |

| Schriftlesung                           |             |
| Gesang/Musik                            |             |
| Glaubensbekenntnis                      |             |
| Lied                                    |             |
| Predigt                                 | Predigt     |
| Gebet oder Gemeinsames Schuldbekenntnis |             |
| Glaubensbekenntnis                      |             |
| Kanzelsegen                             | Kanzelsegen |
| Lied/Musik/Stille                       | Lied        |

| Dankopfer (Kollekte) – Lied | Dankopfer (Kollekte) – Lied |
| Vorbereitung                | Vorbereitung                |
| Lobgebet                    | Lobgebet                    |
| Dreimalheilig               | Dreimalheilig               |
| Abendmahlsgebet I           | Vaterunser                  |
| Einsetzungsworte            | Einsetzungsworte            |
| Christuslob                 |                             |
| Abendmahlsgebet II          |                             |
| Vaterunser                  |                             |
| Friedensgruß                |                             |
| Lamm Gottes                 | Lamm Gottes                 |
| Austeilung                  | Austeilung                  |
| Dankgebet                   | Dankgebet                   |

| Dankopfer – Lied  |                   |
| Abkündigungen     |                   |
| Fürbittengebet    | Fürbittengebet    |
| Vaterunser        | Vaterunser        |
| Segen             | Segen             |
| Liedstrophe       | Liedstrophe       |
| Musik zum Ausgang | Musik zum Ausgang |

|          | Fakultative Elemente                                                                             |
|          | Elemente, die, wenn sie hier eingesetzt werden, dann an der anderen angegebenen Stelle entfallen |
|          | Abendmahl ist in der Grundform fakultativ und entfällt in der Kurzform generell                  |
| \| \| \| | Varianten                                                                                        |
|          |                                                                                                  |

## Das Agendenwerk der Union Evangelischer Kirchen
Mit der Auflösung der EKU und der Gründung der UEK sowie nach der Einführung des gemeinsamen Gottesdienstbuches von VELKD und EKU begann der Liturgische Ausschuss der UEK, auch die übrigen Teilagenden für die Kasualien zu überarbeiten. Gegenwärtig sind folgende Teile erschienen, die in fast allen Landeskirchen, soweit sie Mitgliedskirchen der UEK sind, die älteren Agenden (vornehmlich die älteren Teilagenden der EKU) ersetzen:
- Taufbuch (2000)
- Konfirmation (2001), ist identisch mit Agende III Teil 6 der VELKD
- Bestattung (2004)
- Trauung (2006)

## Agenden anderer evangelischer Landeskirchen
Da die evangelischen Landeskirchen von Baden, Hessen und Nassau, Kurhessen-Waldeck, Lippe, Oldenburg, Württemberg und der Pfalz zum Zeitpunkt der Einführung des Evangelischen Gottesdienstbuches weder Mitgliedskirchen der VELKD noch der EKU waren, gelten in ihnen jeweils eigene Agendenwerke. Das schließt allerdings nicht aus, dass in den jüngeren Auflagen dieser Agenden ähnliche oder sogar identische Gottesdienstmodelle wie im Gottesdienstbuch aufgenommen sind, so zum Beispiel in Baden, Kurhessen-Waldeck und der Pfalz.

## Die Reformierte Liturgie

### Geschichte
Die Reformierte Liturgie ist das gemeinsame Gottesdienstbuch reformierter Kirchen in Deutschland. Es wurde 1999 vom Reformierten Bund herausgeben.
Im Mittelpunkt des reformierten Gottesdienstes steht die Predigt. Neben dem reformierten Predigtgottesdienst hat die Reformierte Liturgie aber auch den als typisch lutherisch geltenden Gottesdiensttyp, die Messform, als eine mögliche Gottesdienstform aufgenommen. Darüber hinaus bietet sie liturgische Formulare für Kasualien und Amtshandlungen an.

### Gottesdienstordnung nach der Reformierten Liturgie
Die Reformierte Liturgie bietet drei Gottesdienstformen an, die Gestaltungsvarianten zulassen.
Die Erste Form enthält die in den reformierten Gemeinden und Kirchen in Deutschland weithin übliche Form:
(Glockengeläut)
Musik zum Eingang
Eingangswort
Psalm oder Lied
Eingangsgebet mit Sündenbekenntnis
Schriftlesung
Glaubensbekenntnis
Lied
Predigt
Lied oder Musikstück
Bekanntmachungen und Abkündigungen
Fürbittengebet
Gebet des Herrn
Lied
Segen
Musik zum Ausgang
Die Zweite Form wird in der Evangelisch-Altreformierten Kirche verwendet, und die Dritte Form folgt der unierten Gottesdienst-Tradition. Diese beiden letzten Formen nehmen Elemente der Messform auf.
Jeder Gottesdiensttyp kann mit einer Mahlfeier verbunden werden, bei der die Reformierte Liturgie zwei Grundformen A (mit Abendmahlsbesinnung) und B (nach der Messform) mit jeweils zwei Varianten vorsieht.

### Evangelisches Gottesdienstbuch
- Evangelisches Gottesdienstbuch. Agende für die EKU und die VELKD. Verlagsgemeinschaft Evangelisches Gottesdienstbuch, Berlin 1999; Altarausgabe: ISBN 3-7461-0139-5, Loseblattausgabe: ISBN 3-7461-0140-9, Taschenausgabe: ISBN 3-7461-0141-7.
- Evangelisches Gottesdienstbuch. Ergänzungsband für die EKU und die VELKD. Verlagsgemeinschaft Evangelisches Gottesdienstbuch, Berlin 2002; Loseblattausgabe ISBN 3-7461-0158-1.
- Liturgische Konferenz Niedersachsens: Arbeitshilfe zum Evangelischen Gottesdienstbuch. Gestaltungshilfen für jeden Sonn- und Festtag des Kirchenjahres
- Bettina Naumann: Einführung in den Gebrauch des Evangelischen Gottesdienstbuches
- Jörg Neijenhuis: Intentionen des neuen Evangelischen Gottesdienstbuches (Agende I) und seine Chancen für die Gestaltung von Gemeindegottesdiensten
- Wolfgang Ratzmann: Was ändert sich an unserem Gottesdienst durch die Einführung des Evangelischen Gottesdienstbuches?
- Wolfgang Ratzmann: Tradition und Kommunikation. Zum Profil des lutherischen Gottesdienstes nach dem neuen Evangelischen Gottesdienstbuch
- Alfred Niebergall: Agende. In: Theologische Realenzyklopädie (TRE). Band 1, de Gruyter, Berlin / New York 1977, ISBN 3-11-006944-X, S. 755–784.
- Alfred Niebergall: Agende. In: Theologische Realenzyklopädie (TRE). Band 2, de Gruyter, Berlin / New York 1978, ISBN 3-11-007379-X, S. 1–91.
- Frieder Schulz: Agende – Erneuerte Agende – Gottesdienstbuch. Evangelische Agendenreform in der 2. Hälfte des 20. Jahrhunderts. In: Texte aus der VELKD, 89/99; Hannover 1999.
- Helmut Schwier: Die Erneuerung der Agende. Zur Entstehung und Konzeption des Evangelischen Gottesdienstbuches. In: Leiturgia NF Bd. 3, Hannover 2000, ISBN 3-7859-0808-3.

### Agende der UEK
- Taufbuch. Agende für die Evangelische Kirche der Union. Evangelische Haupt-Bibelgesellschaft und von Cansteinsche Bibelanstalt, Berlin 2000; ISBN 3-7461-0148-4 (Altarausgabe); ISBN 3-7461-0149-2 (Loseblattausgabe).
- Konfirmation. Agende für die Evangelische Kirche der Union und für die Vereinigte Evangelisch-Lutherische Kirche Deutschlands. Evangelische Haupt-Bibelgesellschaft und von Cansteinsche Bibelanstalt, Berlin 2001; ISBN 3-7461-0151-4 (Altarausgabe); ISBN 3-7461-0152-2 (Loseblattausgabe).
- Bestattung. Agende für die Evangelische Kirche der Union; hrsg. im Auftrag des Rates der Evangelischen Kirche der Union. Berlin 2004; ISBN 978-3-7858-0495-7.
- Trauung. Agende für die Evangelische Kirche der Union; hrsg. im Auftrag des Rates der Evangelischen Kirche der Union. Berlin 2006; ISBN 978-3-7858-0545-9.

### Evangelisch-Lutherische Kirchenagende
- Selbständige Evangelisch-Lutherische Kirche: Evangelisch-Lutherische Kirchenagende, Band I. Offizin Herder, Freiburg im Breisgau 1997 (Altarausgabe), ISBN 3-451-26102-2, und als Handausgabe.
- Selbständige Evangelisch-Lutherische Kirche: Evangelisch-Lutherische Kirchenagende, Band III/1: Die heilige Taufe. Edition Ruprecht, Göttingen 2010, ISBN 978-3-7675-7134-1.
- Selbständige Evangelisch-Lutherische Kirche: Evangelisch-Lutherische Kirchenagende, Band III/2: Die Konfirmation. Edition Ruprecht, Göttingen 2016, ISBN 978-3-8469-0240-0.
- Selbständige Evangelisch-Lutherische Kirche: Evangelisch-Lutherische Kirchenagende, Band IV/1: Amt – Ämter – Dienste. Entwurf zur Erprobung. Edition Ruprecht, Göttingen 2012, ISBN 978-3-7675-7152-5.
- Ralph Bente: Vernünftiger Gottesdienst. Bemerkungen zu den Anweisungen und Rubriken der Evangelisch-Lutherischen Kirchenagende (PDF; 463 KB).

### Reformierte Liturgie
- Allgemeine deutsche Evangelisch-Lutherische Synode von Missouri, Ohio und andern Staaten (Hrsg.): Kirchen-Agende für Evang.-Luth. Gemeinden ungeänderter Augsburgischer Confession Zusammengestellt aus den alten rechtgläubigen Sächsischen Kirchen-Agenden. Concordia Publishing House, St. Louis, Mo. 1896.
- Ernst Wolf, Martin Albertz (Hrsg.): Kirchenbuch. Ordnungen für die Versammlungen der nach Gottes Wort reformierten Gemeinden deutscher Zunge. München 1941.
- Kirchenbuch. Gebete und Ordnungen für die unter dem Wort versammelte Gemeinde. Hrsg. im Auftrag des Moderamens des Reformierten Bundes. Neukirchen-Vluyn 1951.
- Karl Halaski u. a. (Hrsg.): Kirchenbuch. Gebete und Ordnungen für die unter dem Wort versammelte Gemeinde. 3. Auflage. Neukirchener Verlag, Neukirchen-Vluyn 1983, ISBN 3-7887-0689-9.
- Peter Bukowski, Arnd Klompmaker, Christiane Nolting, Alfred Rauhaus, Friedrich Thiele (Hrsg.): Reformierte Liturgie. Gebete und Ordnungen für die unter dem Wort versammelte Gemeinde. 2. Auflage. Neukirchener Verlag, Neukirchen-Vluyn 2000, ISBN 3-932735-36-6; foedus, Wuppertal 2000, ISBN 3-7887-1777-7.